# Caratunk
Caratunk város az USA Maine államában, Somerset megyében. Lakosainak száma 81 fő (2020. április 1.).

## Népesség
A település népességének változása:

| 2010 | 69 |
| 2020 | 81 |